# San Pedro Town
San Pedro je grad smješten na južnom kraju otoka Ambergris Caye u okrugu Belize u Srednjoameričkoj državi Belizeu. Poprocjeni iz sredine 2012. godine u gradu živi 13.381 stanovnika. Drugi je grad po boju stanovnika u okrugu Belizeu. Do 1848. godine bio je malo ribarsko naselje.
Stanovnici grada su poznati pod nadimkom San Pedranos. Većina ih tečno govori i španjolski i engleski jezik.

## Povijest
Izbjeglice iz Rata kasta na Yucatánu uglavnom su bježale prema jugu tražeći utočište u sjevernom Belizeu gdje su im britanske vlasti omogućile siguran boravak i poticale ih na naseljavanje. Britanci su se nadali da će na taj način osigurati novi način ishrane za naselja drvosječa u tom kraju.
Ova je izbjeglička populacija bila početni čimbenik ubrzanog naseljavanja sjevera Belizea. Stanovništvo je naraslo s manje od 200 ljudi 1846. na 4.500 do 1857. i 8.000 do 1858., samo u okrugu Corozala. Prema službenom popisu iz 1861., stanovništvo sjevernog dijela zemlje bilo je dvostruko brojnije od stanovništva u Belize Cityu s predgrađima.
Prvi stanovnici koji su se za stalno naselili u San Pedru došli su 1848. ili sljedeće godine. Oni su najvjerojatnije bili rodbina ribara koji su ranije gradili privremene nastambe na grebenima da bi se kasnije sklonili u sigurniju unutrašnjost za vrijeme pobune Maja iz Santa Cruza. U početku su samo četiri obitelji živjele na ovom području, ali su im se ubrzo pridružili drugi s područja Bacalara. Naselje je uskoro preraslo u selo s oko 30 kuća i 50-ak stanovnika. Naseljavanje Ambergris Cayea je tipičan predstavnik ovakvog naseljavanja. Izbjeglice koje su došle živjeti na ovo područje bili su ratari i ribari dok su živjeli na Yucatánu pa su se i nakon preseljenja u San Pedro nastavili baviti istim zanimanjima.

### Galerija
- Glavna ulica u San Pedru, pogled prema jugu
- Glavna ulica u San Pedru, pogled prema sjeveru
- San Pedro, Ambergris Caye, Belize - Središnji park

## Vanjske poveznice
- San Pedro Sun newspaper site